# 施泰因霍斯特
施泰因霍斯特是德国石勒苏益格－荷尔斯泰因州的一个市镇。总面积16.37平方公里，总人口580人，其中男性298人，女性282人（2011年12月31日），人口密度35人/平方公里。